# Коркинское (Свердловская область)
Ко́ркинское — село в Туринском городском округе Свердловской области России.

## Географическое положение
Село Коркинское расположено в 12 километрах к юго-востоку от города Туринска (по автодороге — 13 километров), на правом берегу реки Туры.

### Свято-Троицкая церковь
В 1807 году была построена каменная трёхпрестольная церковь, освящена в 1884 году. Главный престол в честь Святой Живоначальной Троицы, правый придел в честь Архангела Михаила, левый придел в честь апостолов Петра и Павла. Две часовни относились к храму: Николаевская — в деревне Боровая и Георгиевская — в деревне Новоостровной, обе снесены. Свято-Троицкая церковь была закрыта в 1930 году, а после снесена. На месте церкви сейчас пустырь. В мае 2018 года на месте, где располагалась церковь, установлен и освящён поклонный крест.

### Известные уроженцы
- Семён Андреевич Чирков (1847—1907) — купец 1 гильдии, чаеторговец, меценат, благотворитель и общественный деятель.

## Население
| 2002 | 2010 | 2021 |
| ---- | ---- | ---- |
| 910  | ↘703 | ↘560 |